# Sông Sozh

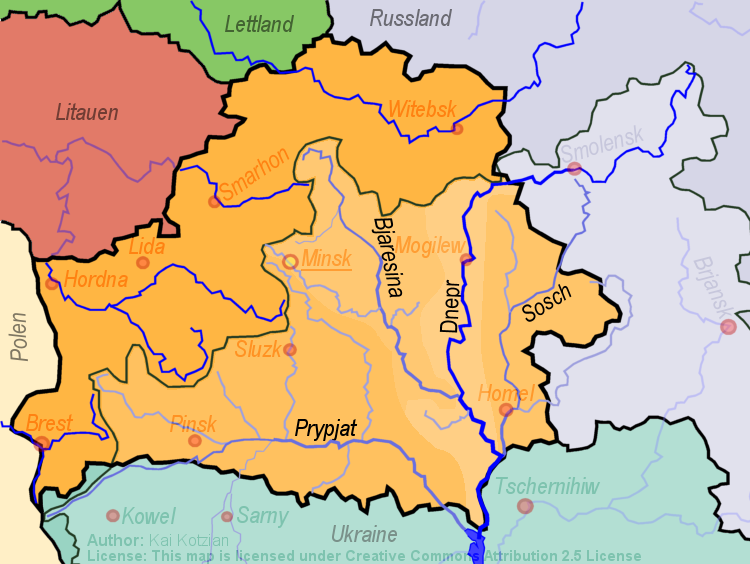
Bản đồ các sông tại Belarus

Sozh, hoặc Sož (tiếng Belarus: Сож, [sɔʐ]; tiếng Nga: Сож, tiếng Ukraina: Сож) là một sông chảy qua Nga, Belarus và Ukraina. Đây là một phụ lưu tả ngạn của sông Dnepr. Sông chảy qua thành phố lớn thứ nhì của Belarus là Gomel.
Trên sông có cầu nổi Sozh tại Korma và một cầu vòm thép thanh lịch tại Gomel, được thể hiện trên một tem quốc gia 300 ruble.

## Từ nguyên
Tên gốc của sông là Sozh' (tiếng Nga: Сожь), bắt nguồn từ tiếng Slav Đông cổ Съжь. Các đề xuất trước đây về từ nguyên tiếng Balt và Finn được cho là không thỏa đáng, Vadim Andreevich Zhuchkevich đề xuất rằng tên bắt nguồn từ tiếng Nga/Belarus cổ sozhzh' (сожжь) 'phần rừng đã bị đốt cháy được chuẩn bị cho việc cày bừa,' tương đồng với các địa danh khác.

## Địa lý

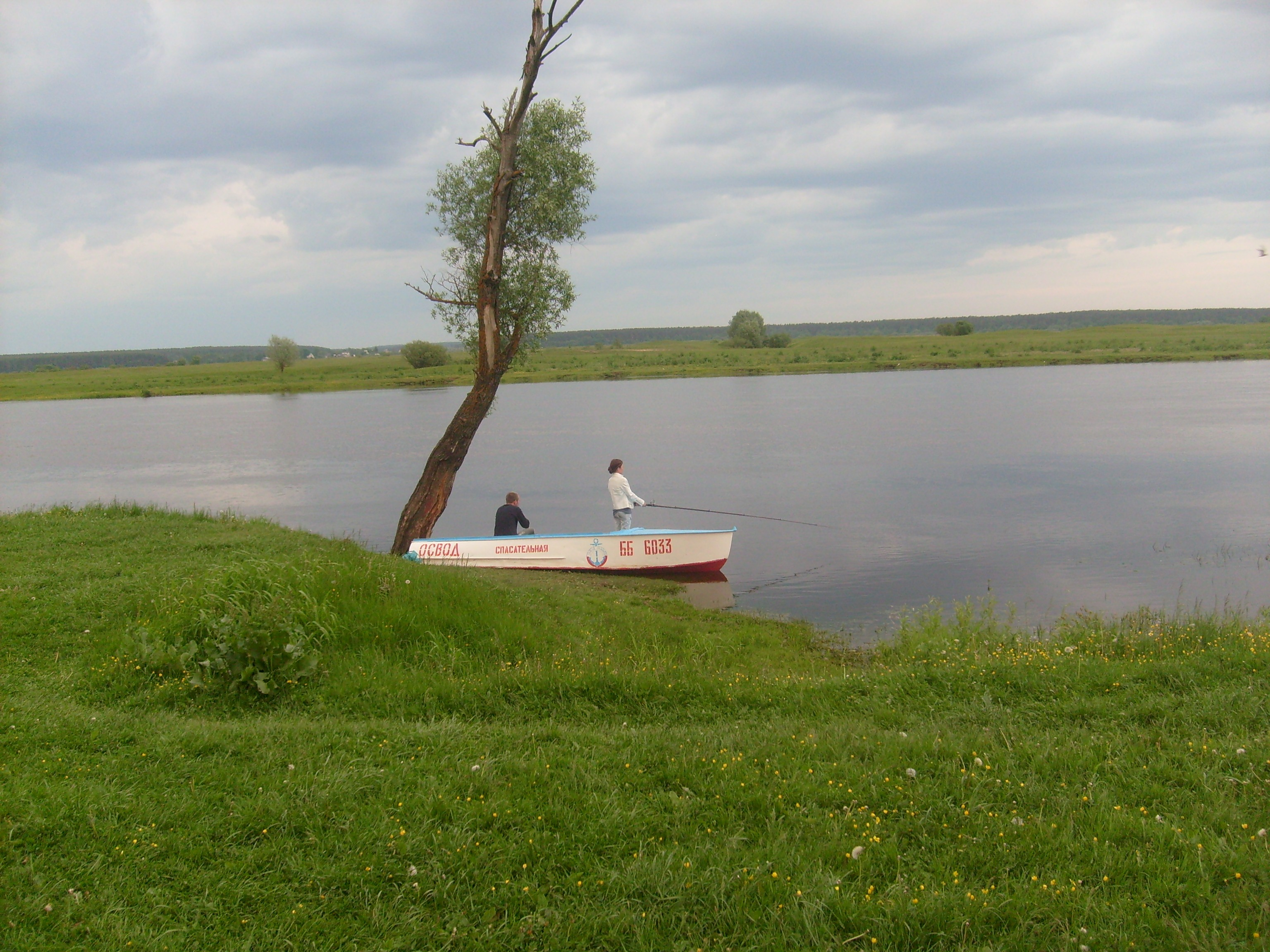
Câu cá ven sông Sozh tại Krichev,
Belarus

Sông Sozh bắt nguồn tại Nga và nguồn nước phần lớn đến từ tuyết tan. Sông đóng băng từ giữa tháng 11 đến đầu tháng 1, tan băng từ cuối tháng 3 hoặc tháng 4. Các phụ lưu hữu ngạn Vikhra và Pronia, các phụ lưu tả ngạn Ostyor, Besed, Iput và Uts là các phụ lưu chính. Đây là một trong sáu phụ lưu dài trên 500 km của sông Dnepr-một trong ba sông dài nhất châu Âu  (2.201 km).
Trên sông có các âu tàu tại thượng lưu, tàu thuyền có thể đi đến Krichev. Gỗ trôi dọc sông.
Cửa sông rộng 150m và sình lầy. Diện tích lưu vực sông là 42.140 kilômét vuông (16.270 dặm vuông Anh) và chiều dài 648 kilômét (403 mi), trong đó 21.700 kilômét vuông (8.400 dặm vuông Anh) và 493 kilômét (306 mi) thuộc Belarus. Lưu lượng dòng chảy trung bình ghi nhận tại Gomel, cách cửa sông 100 kilômét (62 mi), là 207 m3/s.
Các thị trấn lịch sử quan trọng nằm bên bờ sông và các phụ lưu: Krichev, Cherikov, Slavgorod, Gomel và Vetka.:209
Sông Sozh là phụ lưu tả ngạn lớn thứ hai và nhiều nước nhất của Dnepr. Tại Nga, Sozh bắt nguồn từ cao nguyên Smolensk–Moskva thuộc huyện Smolensky, cách thành phố Smolensk 12 km về phía nam, và chảy qua huyện Pochinkovsky và Khislavichsky của tỉnh Smolensk. Khu định cư loại đô thị Khislavichi nằm bên bờ sông Sozh. Sông chảy tiếp về phía nam, tạo thành ranh giới giữa Khislavichsky của Nga ở phía đông và huyện Shumyachsky của tỉnh Mogilev thuộc Belarus ở phía tây. 20 km cuối cùng của sông tạo thành biên giới tự nhiên giữa Ukraina và và Belarus.

## Lịch sử

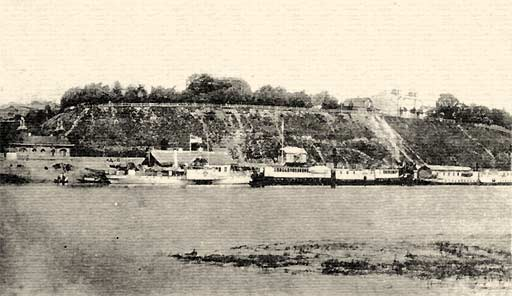
Sông Sozh tại Gomel, thập niên 1890

Nhiều thành phố và thị trấn nằm trong thung lũng sông là một phần trong các sự kiện lịch sử của sông. Nhiều thế kỷ trước, bộ lạc Radimichi của nhóm Slav Đông sống trong lưu vực Sozh và lập ra thị trấn Gomel. Họ tham gia vào các hoạt động nông nghiệp, nuôi gia súc, đánh cá và thu hoạch mật ong. Họ là những người thợ thủ công, và họ là những người buôn bán giỏi nhờ sông tạo ra tuyến đường thủy đến phía tây bắc và đông nam của châu Âu.
Gomel là một cảng sông và một đầu đường sắt, nằm ở phía đông nam của Belarus, và là thủ phủ tỉnh cùng tên. Thành phố cách Minsk khoảng 300 km, gần biên giới với Nga và Ukraina. Đô thị hình thành năm 1142, dưới thời Kiev Rus'. Tiếp theo Gomel lần lượt thuộc quyền cai quản của Litva, Ba Lan, và thuộc về Đế quốc Nga vào năm 1772. Các bờ kè được xây dựng trên bờ sông Sozh tại đây, tạo nên một quần thể kiến trúc-thiên nhiên độc đáo bên bờ sông tại trung tâm lịch sử của Gomel. Đô thị ngày nay là một trung tâm công nghiệp quan trọng có khoảng nửa triệu dân.:197 Gomel nằm trong khu vực chịu ảnh hưởng của thảm họa Chernobyl, thành phố và vùng xung quanh vẫn chịu tác động từ mức phóng xạ còn tồn tại.:197

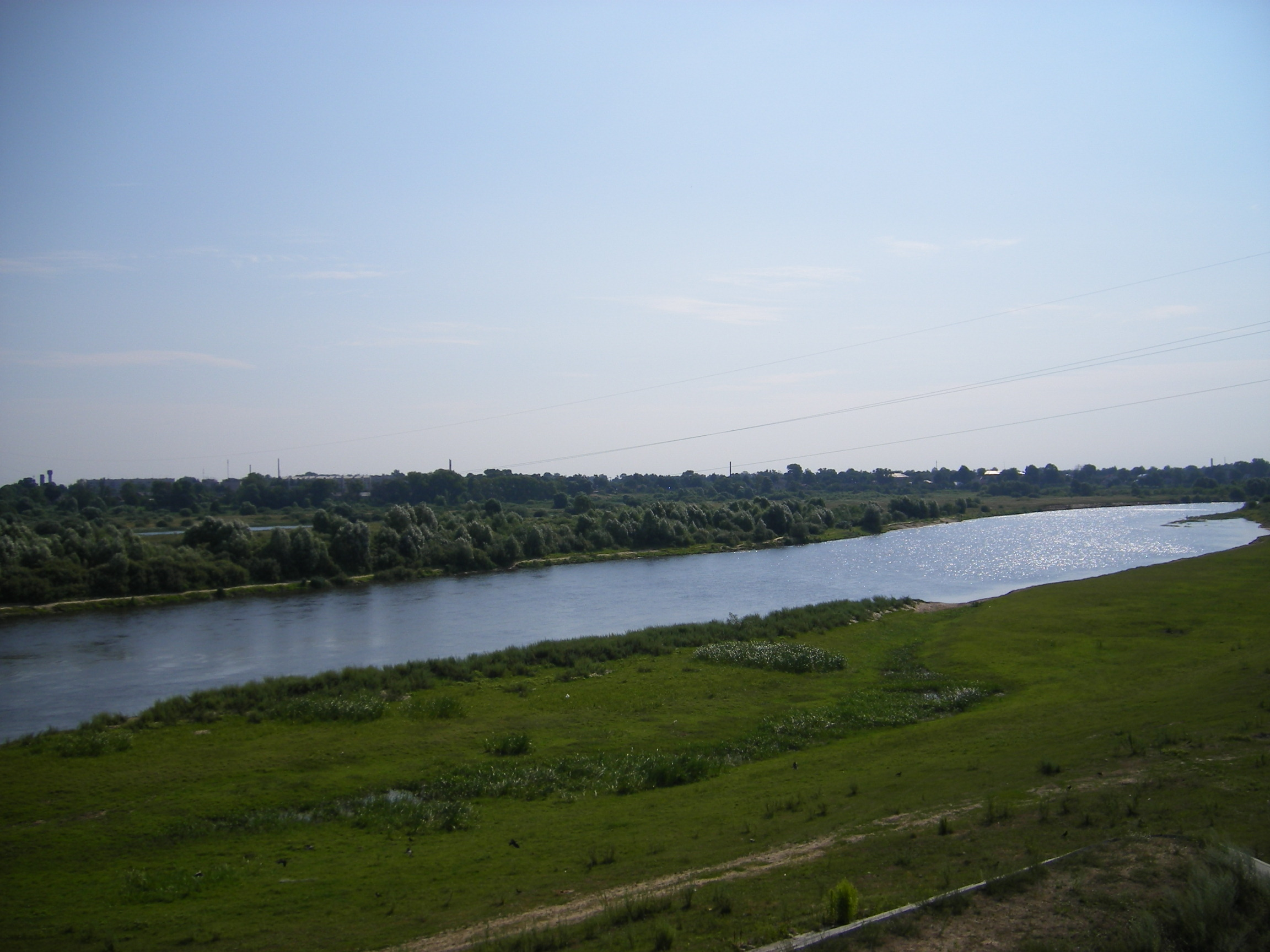
Sông Sozh tại huyện Vetka

Vetka là một đô thị nhỏ, cách Gomel 22 km về phía đông bắc, bao quanh là rừng và đầm lầy. Quân xâm lược Sa hoàng hai lần tàn phá thị trấn vào năm 1735 và 1764, buộc cư dân phải tái định cư tại miền đông của Nga. Đế quốc Nga thôn tính thị trấn vào năm 1852. Tàu thuyền được đóng tại đây kể từ năm 1840. Vetka nằm trong khu vực ô nhiễm phóng xạ do thảm họa Chernobyl năm 1986. Mức độ bức xạ cao đo được trong đất ở toàn bộ huyện Vetka sau vụ tai nạn.
Các hình thức nhân hóa trong thần thoại Nga bao gồm những câu chuyện về sự cạnh tranh giữa Sozh, được mô tả là hoang dã và hỗn loạn, và Dnepr, được mô tả là yên tĩnh và nhàn nhã.

### Khảo cổ học
Các cuộc khai quật đã phát lộ một chiếc thuyền từ thời đại đồ đá cũ tại vùng đất ven sông Sozh, hiện được lưu giữ trong Bảo tàng Văn hóa Belarus cổ đại.:118 Tàn tích của các ngôi đền theo thuyết phiếm thần được khai quật ở các gò đất Tushemlia và Haradok trên sông Sozh và có niên đại vào thế kỷ 3 và 4. Những ngôi đền này đã được suy luận là những đền thờ do người Balt dựng lên để thờ cúng các vị thần. Vào cuối thế kỷ 14, trong thời kỳ Đại Công quốc Litva, tôn giáo phiếm thần đã phổ biến trong khu vực. Một địa điểm đồ đá cũ khác nằm trên ngọn đồi phía trên bờ sông Sozh, ở làng Berdizh. Di cốt của voi ma mút lông xoăn cũng được phát hiện bên bờ sông Sozh.

## Kinh tế
Trầm tích sông Sozh kéo dài trong tỉnh Smolensk, cung cấp một nguồn phosphate cho các nhà máy đá ở Krichev và Klimovichi. Phosphorite được tìm thấy dọc theo sông tại đoạn giữa Mstislavl và Krichev. Nhiều vật liệu xây dựng khác như đá phấn, đất sét, cát và sỏi cũng phân bố ở lưu vực sông với nhiều suối nước khoáng. Sozh là một trong hai sông chính của Mogilev, vào đầu thế kỷ 20 hoạt động giao thương chủ yếu liên quan đến giấy, dầu, dây đinh, bột mì, thủy tinh và diêm, phần lớn nằm trong tay cộng đồng Do Thái đông đảo tại đây.